# Rizal (Mindoro occidental)
Pour les articles homonymes, voir Rizal.
Rizal est une municipalité de la province du Mindoro occidental, aux Philippines.
Sa population était de 38 263 habitants en 2015.